# Democratisch-Solidair Appèl
Het Democratisch-Solidair Appèl (D-SA) was een Antwerpse politieke partij die in oktober 2018 voor deelnam aan de gemeente- en districtsraadsverkiezingen. D-SA, dat zich als een centrumpartij presenteerde en voornamelijk een allochtoon kiespubliek aansprak, werd voorgezeten door Khalid El Jafoufi.

## Lokale verkiezingen 2018
D-SA stelde zijn programma voor de lokale verkiezingen van 2018 voor op 21 april 2018. De kandidaten kwamen voornamelijk uit de Marokkaanse en Turkse gemeenschap in Antwerpen en verschillende onder hen hadden een achtergrond in Groen of de sp.a. In haar programma legde de partij de klemtoon op diversiteit en sociale thema's.
Bij de verkiezingen behaalde D-SA één zetel in de districtsraad van Antwerpen en één in de districtsraad van Hoboken.
Bij de lokale verkiezingen van 2024 kwam de lijst niet meer op.